# Bernhard Duhm
Bernhard Duhm, född 10 oktober 1847, död 1 november 1928, var en tysk teolog.
Duhm blev professor i Göttingen 1877 och i Basel 1888. Han intog länge en ledande ställning om den gammaltestamentliga vetenskapen. Duhms arbete var i synnerhet inriktat på att fördjupa förståelsen för profeterna och deras insats i den israelitiska religionshistorien. 
Han utgav bland annat kommentarer till olika böcker i Gamla Testamentet. Därtill kommer verken Das Geheimnis in der Religion (1897, 2:a upplagan 1927) och Israels Propheten (1916, 2:a upplagan 1922).